# گاز خنده (فیلم ۱۹۲۰)
گاز خنده (انگلیسی: Laughing Gas) یک فیلم صامت کوتاه کمدی به کارگردانی تام باکینگهام است که در سال ۱۹۲۰ منتشر شد.